# ドナルド・サンボーン
ドナルド・J・サンボーン（Donald J. Sanborn、1950年2月19日  - ）は、アメリカの教皇座空位主義の司教であり、教皇座空位主義および セデプライバシズムの擁護者として知られる人物である。 彼は現在、教皇座空位主義のローマ・カトリック研究所（RCI）の総長であり、2022年にアメリカ合衆国ペンシルベニア州レディングに移転した教皇座空位主義の神学校である至聖なる三位一体神学校 の学長を務めている。

## Biography

### 幼少期
ドナルド・サンボーンは、米国ニューヨーク州クイーンズ区フラッシングのローマ・カトリック教徒の家庭に生まれ、カトリックの小学校および高校に通った。1967年にブルックリン教区の神学校に入学し、古典語を専攻して1971年に優秀な成績 (クム・ラウデ) で卒業した。

### 司祭として

#### 聖ピオ十世会
同年、サンボーンは、司祭養成課程が近代主義者のそれであると判断した無原罪の聖母神学校 を中退し、聖伝主義の聖ピオ十世会（SSPX）の運営するスイスの エコンの聖ピオ十世会国際神学校に入学し、新設 SSPX の最初の神学生の一人となった。
1975年6月29日、Écôneに SSPXのマルセル・ルフェーブル大司教により司祭に叙階された。SSPX の教会法的な承認は、叙階の1か月前の1975年5月に地元のローマ・カトリック司教によって取り消されており、この動きは後に教皇庁によって支持されることになった。
1976年までは、サンボーンはクラレンス・ケリーとともに、米国ニューヨーク州ロングアイランドにて、カトリック信徒のために聖伝のラテン語ミサを執行していた。

#### Saint Thomas Aquinas Seminary
1977年、サンボーンは米国ミシガン州アルマダのSSPX神学校（当時は Saint Joseph's House of Studies と呼ばれていた）で教えた。同年後半、彼は神学校の学長に任命された。

#### 聖ピオ十世会からの離脱、および聖ピオ五世会の共同創設
ルフェーブルはSSPXのアメリカ人司祭らに、1962年のミサ典礼書に従うよう指示した。サンボーン他8名のアメリカ人司祭はこれらの行為を拒否し、9人の司祭は、ルフェーブルが聖伝主義者として不十分であると非難した。サンボーンによれば、ルフェーブルはバチカンとの和解を考慮に入れて、このような典礼および規律上の変更を課したという。
1983年4月27日、これら9人の司祭は、彼らに共感した数名の神学生とともに、1962年のミサ典礼書の使用を拒否し、なおかつ、SSPXの司祭たちは、教区の婚姻法廷によって下された婚姻無効判決および、パウロ6世の修正された秘跡の儀式に従って司祭に叙階された新会員を会内に受け入れることを受容すべしというSSPXの方針を拒否するなどして、ルフェーブルの命令に対し反抗したために、ルフェーブルによって直ちにSSPXから追放された。
ほぼ即時に、9人の司祭は聖ピオ五世会 (SSPV) を設立した。

#### 聖ピオ五世会からの離脱
1984年、サンボーンは米国カリフォルニア州マーティネズに単立の祝福された「サクラメント礼拝堂」を設立した。1991年、サンボーンは SSPV を離脱した。

#### Most Holy Trinity Seminary
1995年、サンボーンは米国フロリダ州スプリングレイクに教皇座空位主義の神学校「至聖なる三位一体神学校」を設立した。 2002年後半に司教に任命される前に、神学校の卒業生は1993年に司教に聖別されたドーランによって叙階された。2005年に神学校はフロリダ州ブルックスビルに移転した。

### 司教として

#### 司教聖別
2002年6月19日、サンボーンはミシガン州デトロイトにて、正統ローマ・カトリック運動（ORCM）のセデプライバシニストの司教であるロバート・マッケンナにより司教に聖別された。
サンボーンはフロリダ州ブルックスビルのクイーン・オブ・オール・セインツ・チャペルにて司牧を行った。

#### Selway の司教聖別
2018年2月22日、サンボーンは後継者予定のジョセフ・セルウェイを司教に聖別した。その際、マーテル・ボニ・コンシリイ・インスティテュート（イタリア、トリノ、ヴェッルーア・サヴォーイア）のヘールト・スタイバー司教、およびダニエル・ドーラン司教（オハイオ州ウェストチェスター出身）が共同奉献者として補佐した。

#### 現在
サンボーンは現在、ローマ・カトリック研究所の総長を務めているほか、2022年秋にフロリダ州ブルックスビルからペンシルベニア州レディングに移転した至聖なる三位一体神学校の学長も務めている。現在は私的なミサを至聖なる三位一体神学校のみにおいて挙行している。
彼は頻繁に米国のミサ会場を訪れ、また時折ヨーロッパに旅行して、教皇座空位主義の聖職者や信徒たちとの集会を持っている。
サンボーンはラテン語、フランス語、イタリア語に堪能であり、またギリシャ語、ドイツ語、スペイン語も理解することができる。

## 参照
1. ↑  “The material Papacy – Sodalitium” (イタリア語). www.sodalitiumpianum.com. 2018年3月7日閲覧。
2. 1 2 3  Buggs, Kenneth (1976年11月9日). “Ultra traditionalist Catholics Back Suspended Prelate”. The New York Times 2018年10月17日閲覧。
3. 1 2  Despósito. “Most Holy Trinity Seminary-Bp.Sanborn Bio”. www.mostholytrinityseminary.org. 2016年8月2日時点のオリジナルよりアーカイブ。2016年12月16日閲覧。
4. 1 2 3 4  “About” (英語). Bp. Sanborn's Blog (2014年8月14日). 2022年12月10日閲覧。
5. ↑  Uhlenbrock. “Most Rev. Donald J. Sanborn - Biographical Information | Traditional Latin Mass Resources”. www.traditionalmass.org. 2016年12月16日閲覧。
6. ↑  Sterba, James (1977年7月11日). “French Prelate Celebrates Latin Mass in Texas as He Defies Pope”. The New York Times 2018年10月18日閲覧。
7. ↑  Franklin, James (1980年3月26日). “SUSPENDED FRENCH ARCHBISHOP ORDAINS A PRIEST”. The Boston Globe
8. ↑  Hyer, Marjorie (1977年7月30日). “Battling Catholic Church 'Modernism': In the view of many traditionalists, Vatican II has caused a host of church problems, ranging from the defection of large numbers”. The Washington Post
9. 1 2  Liberto, Jennifer (2003年8月18日). “Seminary wins planners' okay”. Tampa Bay Times
10. ↑  Sanborn (2007年10月). “Most Holy Trinity Seminary Newsletter”. 2016年5月23日時点のオリジナルよりアーカイブ。2023年8月8日閲覧。
11. ↑  “Season 2, Clerical Conversations, Episode 1: "The Nine," 30 Years On...” (英語). True Restoration. (2013年3月13日) 2016年12月16日閲覧。
12. ↑  Cuneo, Michael W. (1999-10-22) (英語). The Smoke of Satan: Conservative and Traditionalist Dissent in Contemporary American Catholicism. JHU Press. pp. 96. ISBN 978-0-8018-6265-6
13. ↑  Bates, Michael (2007年4月5日). “New Seminary Stirring Curiosity”. Tampa Tribune
14. 1 2  Bates, Michael (2007年4月22日). “A claim to 'true' Catholicism?”. Hernando Today
15. ↑  Despósito. “Most Holy Trinity Seminary-Presentation”. mostholytrinityseminary.org. 2016年12月17日閲覧。
16. ↑  Most Holy Trinity Seminary Newsletter October 2022 (accessed November 25, 2022)